# 飽和攻撃
飽和攻撃（ほうわこうげき、英語: Saturation attack）は、攻撃側が攻撃を仕掛ける際に、攻撃目標のもつ防御処理能力の限界を超えた時間当たりの量で集中的に攻撃すること。

## 概要
飽和攻撃は、防御側の時間当たりまたは1回当たりの防御能力がnとするなら、攻撃側はnより多い攻撃を一時に加えれば、必ず相手に打撃を与えることができる、という概念。このnの単位は、個数でもよいし、確率でもよい。
例えば、1時間辺りの敵の反撃能力を単純化して10として、こちら側の戦力100を10分割して10ずつに分けて、1時間ごとに順番に波状攻撃を行った場合、それぞれの攻撃時の味方戦力が敵の反撃能力の域を出ないため、味方戦力は全滅する。しかし、これら戦力を一度に集中投入すれば、敵の反撃能力を遥かに上回るために、100の戦力のうち90を余力と生き残らせることができるというのが飽和攻撃の基本的な考え方である。
具体的な例を取れば、航空機が空対艦ミサイルを使い、艦船を攻撃する場合を考えることができる。
- 攻撃側の使用する空対艦ミサイルの命中率は100%とする。
- 防御側の艦船は、飛来するミサイルを艦対空ミサイルで迎撃して防御し、その艦対空ミサイルの命中率を100%とする。
- 防御側の艦船は、飛来するミサイルを同時に5個まで迎撃可能。

このように仮定した場合、攻撃側が6発以上のミサイルを同時に打ちこめば、確実に少なくとも1発は命中することとなる。攻撃側が6発のミサイルを、防御側の体制が整う以上の時間をかけて2度にわけて行ってしまうと、単位時間当たりの攻撃量はミサイル3発分となり防御されてしまうため、同時または短時間の戦力集中が必要とされる。

## 例示
ドイツ本土空襲におけるストリーム戦法なる波状攻撃を強化し、物量による攻撃で相手を完全に破壊する作戦であり、1942年5月30日のケルン爆撃で実践された。
- 敵より大量の兵士を動員し、人員の量で圧倒する人海戦術は、飽和攻撃の最も古典的なスタイルと言える。
- 陣形により乱戦を避け、敵を誘導・分断し多数対一の集団戦法にもちこみ個別撃破を目論むこと。艦隊戦では丁字戦法など。
- 第二次世界大戦の戦略爆撃において、一度の作戦に大量の爆撃機を動員したのも飽和攻撃の一種である。防御側の戦闘機は、弾薬を使い切れば（体当たり攻撃でもしない限り）必ず補給のために飛行場へ帰る必要がある。しかし、上昇に掛かる時間や持っていける弾薬の量、飛行場の処理能力と補給能力には自ずと限界があることから、それを上回る数の爆撃機を動員すれば、撃墜を免れた大量の爆撃機により、防御側の活動基盤を高い確率で破壊することができる。特に、補給基盤に損害がおよべば、ますます防御力が弱体化することから、さらに次回のミッションが有利になるという寸法である。
- 冷戦時代のソビエトは、アメリカの空母機動部隊に対する攻撃手段として、爆撃機や潜水艦から機動部隊のミサイル迎撃能力を超える大量のミサイルを放つことによって艦船を撃沈するという戦術を立てていた（一方アメリカは、これに対抗するためにより多数の目標に対処できるイージスシステムを開発することとなる）。
- 最も条件がシビアなのは、弾道ミサイル防衛システムである。仮に、攻撃側が核弾頭付きミサイルを使った場合は、防御側は防御率100%という原理的に不可能な目標を達成する必要がある。なぜなら、たった1発を迎撃し損ねただけで、ミサイル防衛システムに投じたコストを上回る被害を受けてしまう蓋然性が非常に高いためである。
- ネットワークにおいては、システムの可用性を損ねることやクラッキングを目的としたDoS攻撃やDDoS攻撃などが飽和攻撃の一例としてあげることができる。